# Prietella phreatophila
Prietella phreatophila là một loài cá da trơn trong họ Ictaluridae. Nó là loài đặc hữu của México.